# Mémorial de la Résistance de Chasseneuil-sur-Bonnieure
Le mémorial de la Résistance de Chasseneuil-sur-Bonnieure en Charente, a été construit dès la fin de la Seconde Guerre mondiale à la mémoire des 1 465 martyrs de la Résistance et des combattants de la Charente et de la Charente-Maritime tombés au champ d'honneur. Il est à la fois mémorial de la Résistance et nécropole nationale.

## Histoire
Le Maquis de Bir Hacheim a eu Chasseneuil-sur-Bonnieure comme berceau. Les membres survivants dont le
colonel André Chabanne et Guy Pascaud eurent l'idée, dès la libération de la Charente, d'un monument à la gloire de la résistance, destiné à perpétuer le souvenir des volontaires tombés « pour la liberté et la grandeur de la patrie » et en particulier des 170 fusillés, déportés et morts au combat connus ou anonymes du maquis de Bir Hacheim.

## Le monument
Édouard et Guy Pascaud firent don d'une colline qui surplombe Chasseneuil et les bois qui ont abrité les débuts du Maquis de Bir Hacheim. Le monument, auquel on accède par 60 marches, est haut de 21 mètres et il symbolise la Résistance par sa forme en "V" de la Victoire, et en croix de Lorraine.
L'œuvre est de l'architecte charentais et ancien résistant François Poncelet. La main-d'œuvre a été constituée par 60 prisonniers allemands. Il a été conçu comme "un livre de pierre" : les bas-reliefs réalisés par trois sculpteurs : pour le côté gauche la résistance civile, par Georges Guiraud (1901 - 1989), pour le côté droit la résistance militaire, par Raoul Lamourdedieu (1877 - 1953), et sur la croix de Lorraine le sacrifice des fusillés, des martyrs et des déportés, par Émile Peyronnet (1872 - 1956).
Ce monument a été financé par les particuliers, la vente de cartes postales (8,5 millions de Francs de l'époque) et des subventions des collectivités locales et de l'Assemblée Nationale pour 5 millions de Francs de l'époque votée le 10 août 1950 ainsi qu'un excédent de fonds restant de l'emprunt de la Libération en 1944.
Il comporte une crypte de 28 alcôves, dans laquelle reposent 30 combattants, dont Claude Bonnier et André Chabanne. Le visiteur peut lire sur la partie haute de la porte : « Français, ne les oubliez pas ». Il est érigé en mémoire des 170 fusillés, déportés et morts au combat connus ou anonymes du maquis de Bir Hacheim.

## La nécropole nationale
Le mémorial est entouré d'un cimetière militaire de deux hectares qui comporte 2 255 sépultures de soldats et de résistants de la Seconde Guerre mondiale, les combattants du Maquis de Bir Hacheim ayant été incorporés à l'Armée française arrivant d'Afrique. Tous ont combattu pour reprendre La Rochelle, Rochefort-sur-Mer puis Royan.

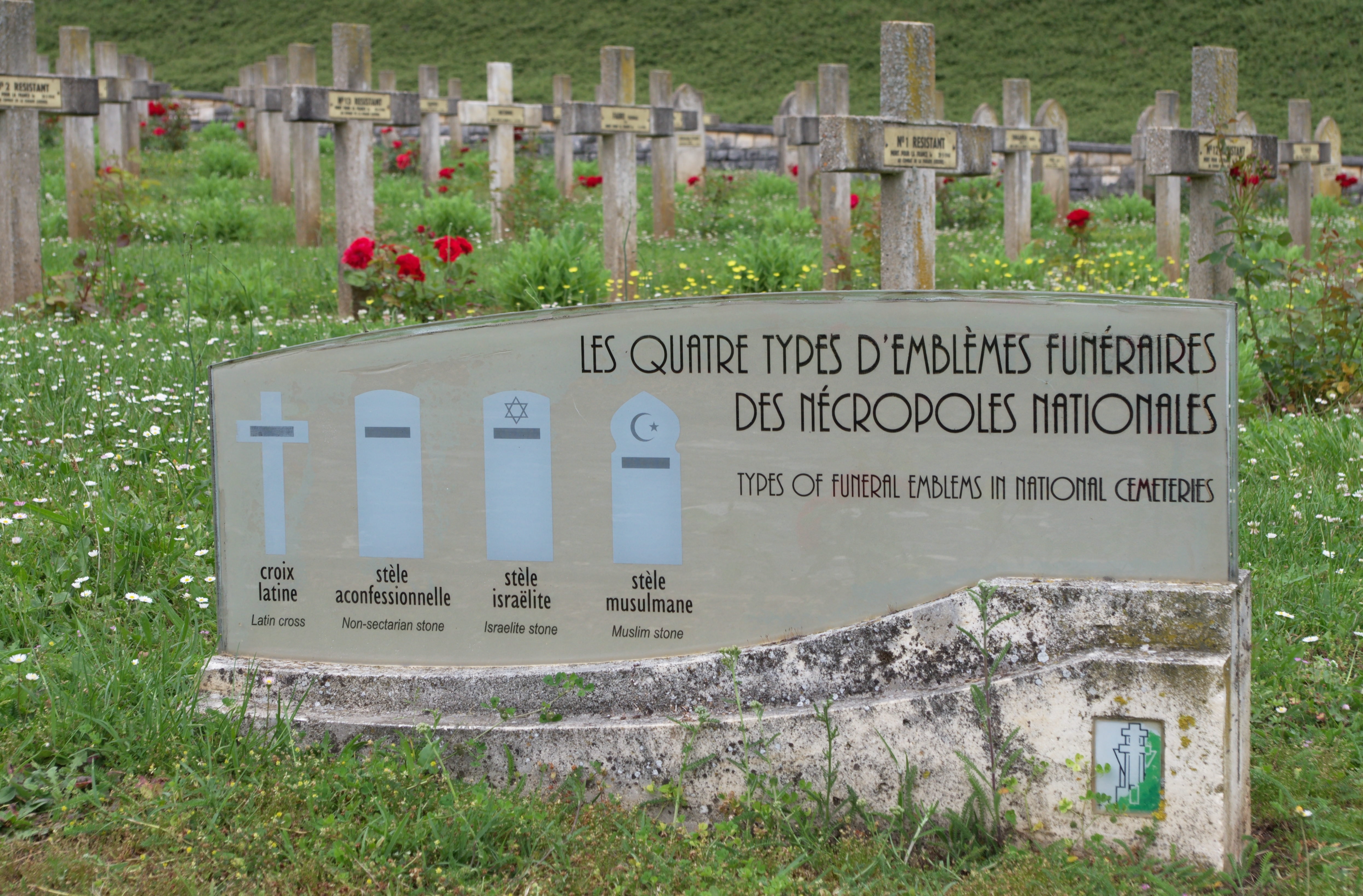
Emblèmes funéraires des nécropoles nationales
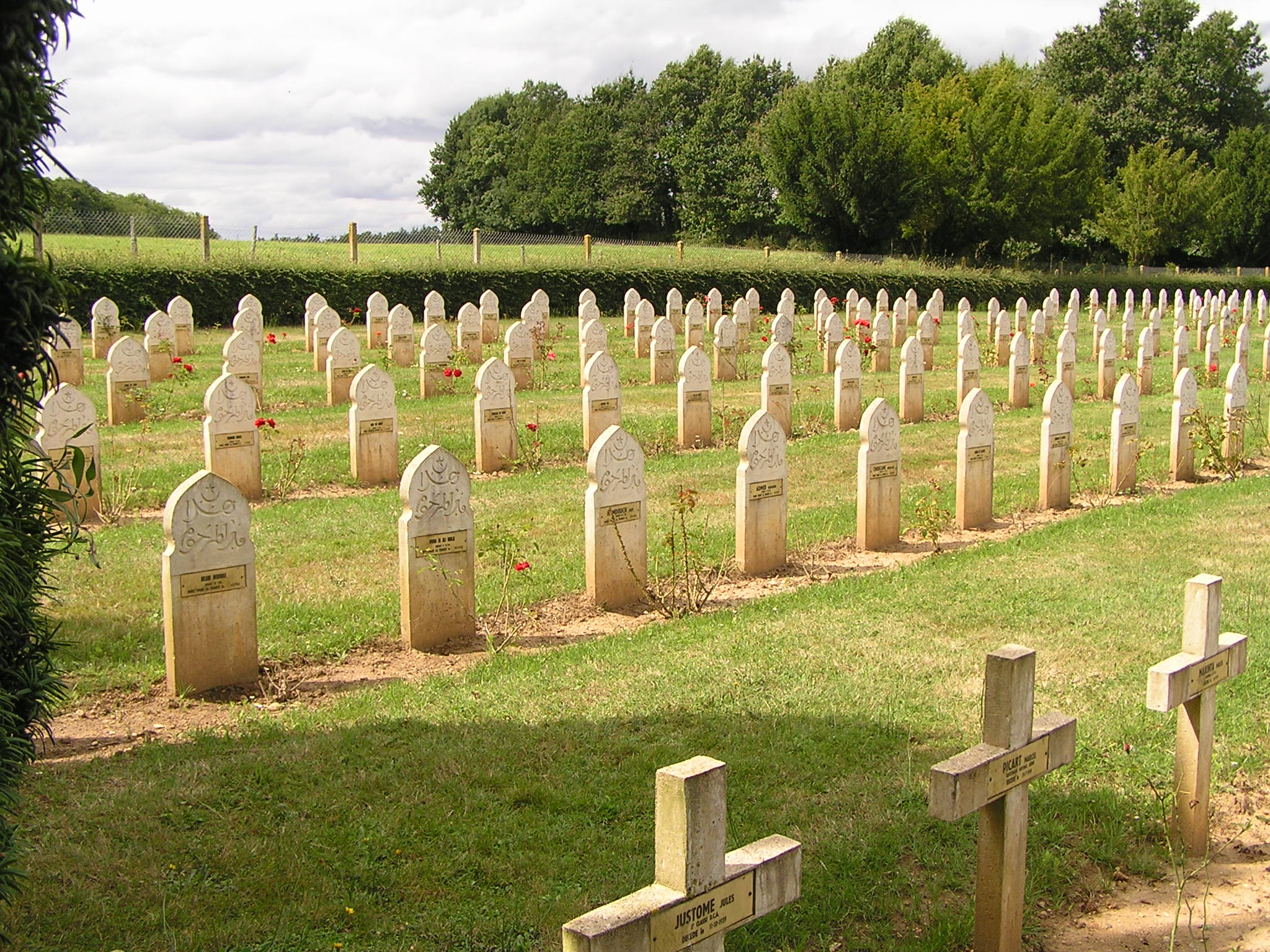
Carré musulman
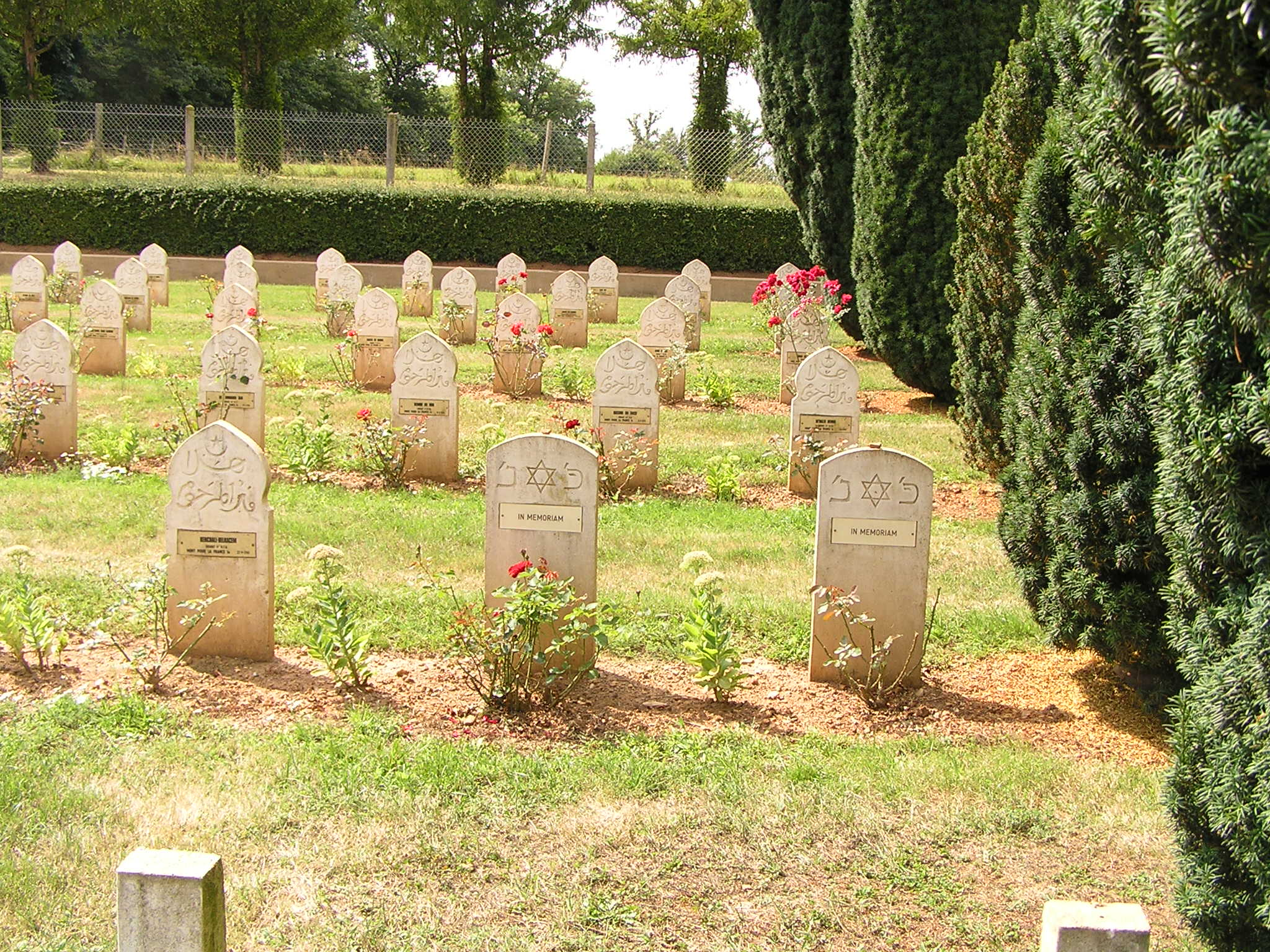
Tombes musulmanes et juives
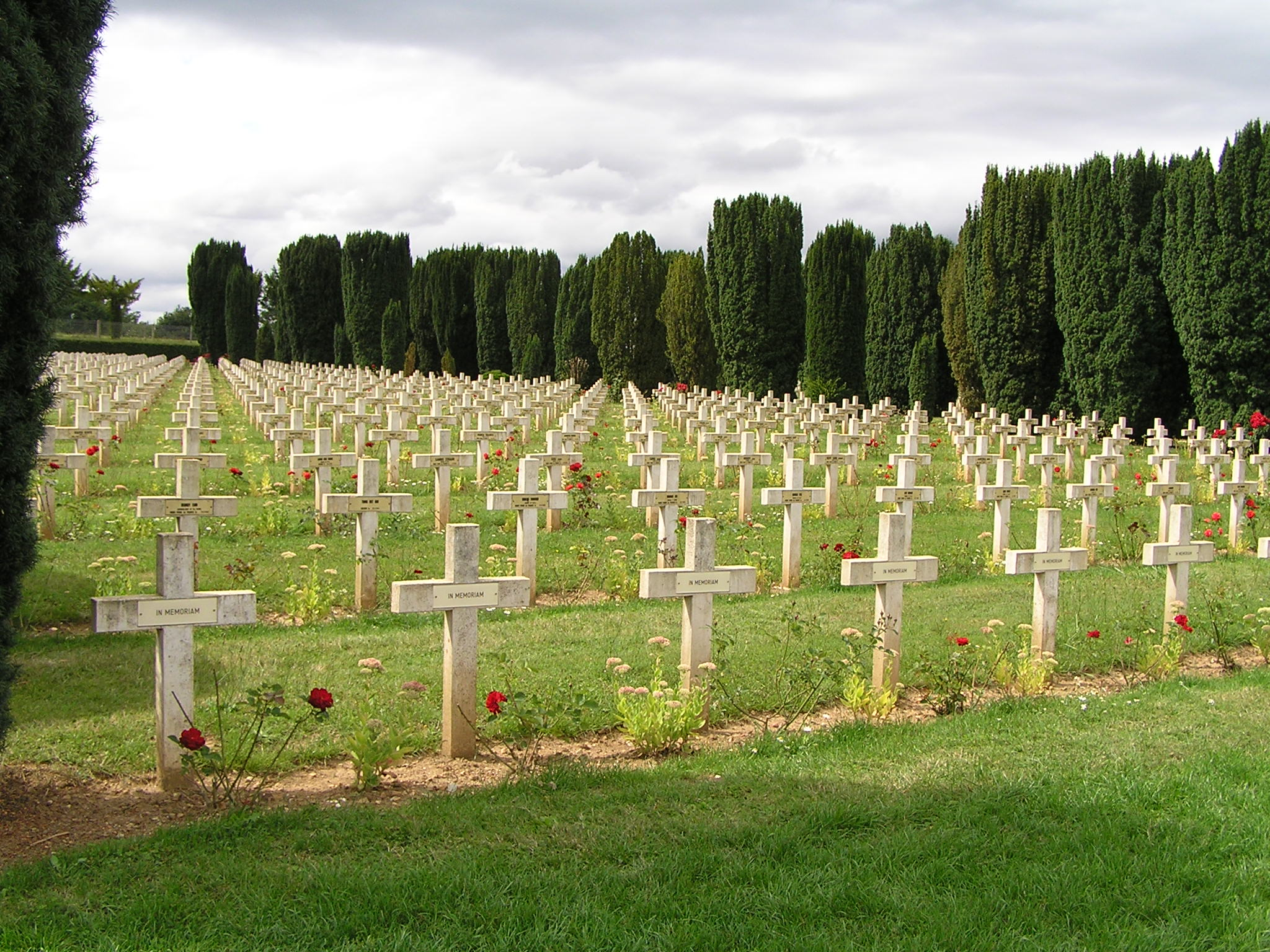
Tombes de soldats français ou de résistants

## Cérémonies
- Inauguration le 21 octobre 1951 par Vincent Auriol, président de la République : « Hommage au nom de la Nation, à tous ceux qui ont lutté, résisté, à tous ceux qui se sont sacrifiés ».
- Le 12 juin 1963, visite du Général de Gaulle, président de la République, accompagné du ministre de l'Intérieur  Roger Frey, et du ministre de l'Information Alain Peyrefitte.
- En 1968, sont inhumés en supplément à l'arrière du Mémorial, 726 soldats morts pour la France.
- Le 7 mars 1970, visite du ministre des Anciens Combattants et Victime de Guerre, Henri Duvillard, en présence de Madame Hélène Nebout, « Chef Luc » du Maquis Bir Hacheim.
- Le 31 août 1984, inauguration par Jean-Jacques Chaban-Delmas de la Route Claude Bonnier, Chemin de la Liberté.
- Le 21 octobre 2001, Commémoration du 50e anniversaire de l'inauguration du Mémorial.

## Hommage
- Le 24 mars 2025, en France, La Poste à émis un timbre de 1,39 euros sur le thème de la nécropole  nationale de Chasseneuil-sur-Bonnieure ; il a été dessiné et gravé par André Lavergne[2].